# Arbitrato tra Stati
L'arbitrato tra Stati, mentre si presenta come uno strumento residuale di risoluzione delle controversie nel diritto interno, si rivela l'unico mezzo di cui si serve la Comunità Internazionale, denotando un difetto nel carattere di accertamento vincolante del diritto.

## Storia
L'istituto ha subito una notevole evoluzione nel tempo e si basa sulla regola fondamentale secondo cui il giudice arbitro non può giudicare se la sua giurisdizione non è stata preventivamente accettata da tutti gli Stati parti di una controversia.
La vita evolutiva di detto istituto è caratterizzata da 2 fasi prendendo le mosse dalla nascita dell'arbitrato isolato (1800). Mediante tale istituto le parti di una controversia sceglievano di comune accordo un giudice (solitamente un Capo di Stato) a cui assegnare la giurisdizione e si vincolavano a seguire un piccolo fascio di norme procedurali e ad accettare la sentenza una volta pronunciata.
Verso la metà dello scorso secolo, la figura dell'arbitrato ha subito una decisiva spinta verso l'evoluzione con la nascita della clausola compromissoria e del trattato generale di arbitrato. Queste due figure, che si completeranno nella 2ª fase, erano veri e propri accordi con cui gli Stati facevano sorgere un corrispettivo obbligo de contrahendo.
La clausola compromissoria, stipulata in seno ad una convenzione, faceva sorgere l'obbligo in capo agli Stati contraenti di stipulare il compromesso arbitrale, così da poter ricorrere all'arbitrato per tutte le controversie relative alla convenzione.
Simile funzione aveva il trattato generale, con la differenza di comprendere anche quelle controversie esterne alla convenzione, ma sempre riguardanti i rapporti tra gli Stati contraenti.
Nello stesso periodo, si assiste alla nascita del primo tribunale internazionale istituzionalizzato, la Corte permanente di arbitrato, dotata di una lista di giudici arbitri tra cui gli Stati possono scegliere, e di scarne regole procedurali.
Nella 2ª fase dell'evoluzione si assiste al completamento delle figure della clausola compromissoria e del trattato generale che arrivano quindi a non creare soltanto un obbligo de contrahendo rispetto al compromesso arbitrale, bensì la possibilità di ricorrere direttamente al tribunale e anche con citazione unilaterale. Questa fase è segnata dalla nascita della Corte internazionale di giustizia, in vece della più vecchia Corte permanente di Giustizia sorta con la Società delle Nazioni.
La C.I.G prende vita nel 1945 come organo dell'ONU, vanta regole procedurali decisamente complesse e un sistema altamente istituzionalizzato di risoluzione delle controversie.

## Principali tribunali internazionali

### Corte internazionale di giustizia
La Corte internazionale di giustizia (abbr. CIG), ha sede a L'Aia e funziona in base ad uno statuto annesso alla Carta ONU. Presenta un forte grado di istituzionalizzazione: trattasi di un corpo permanente di 15 giudici, eletti dall'Assemblea generale delle Nazioni Unite e dal Consiglio di Sicurezza, che giudica in base a precise e complesse regole procedurali inderogabili dalle parti.
La CIG può decidere le controversie non solo secondo diritto, ma su richiesta specifica anche  ex aequo et bono, ovvero secondo equità.
Oltre alla giurisdizione in materia contenziosa, la Corte svolge anche una funzione consultiva: in base all'art.96 della Carta ONU essa da pareri su qualsiasi questione giuridica su richiesta degli altri organi su espressa autorizzazione dell'Assemblea Generale. Tali pareri non sono vincolanti ma possono divenire tali se, con una convenzione o altro atto vincolanti ci si impegni a rispettarli.

### Corte di Giustizia UE
Competenze sui generis ha la Corte di giustizia dell'Unione europea con sede a Lussemburgo. Trattasi di competenze che mettono in dubbio la sua qualifica di tribunale internazionale, visto la sua estrema vicinanza con le funzioni di un tribunale interno.
La Corte esercita 3 importanti funzioni:
- Controllo del rispetto del Trattato sull'Unione europea (TUE) e del Trattato sul funzionamento dell'Unione europea (TFUE) nell'ambito degli Stati membri.
- Controllo di legittimità degli atti (regolamenti, direttive, decisioni) emanati dagli organi comunitari.
- Competenza sulle questioni pregiudiziali, ovvero quelle situazioni in cui innanzi ad un giudice di uno Stato membro viene sollevato un dubbio circa la corretta interpretazione del Trattato CE. In tal caso il giudice interno avrà il potere/dovere di sospendere il giudizio, adire la Corte che una volta pronunciatasi renderà applicabile la sua sentenza al caso di specie e creerà di conseguenza un precedente.

### Corte Europea dei Diritti dell'Uomo
Con sede a Strasburgo, quest'organo giudiziario veglia sul rispetto della Convenzione per la salvaguardia dei diritti dell'uomo e delle libertà fondamentali, stipulata a Roma nel 1980 su proposta del Consiglio d'Europa.
La Corte può essere adita unilateralmente e anche direttamente dagli individui.
La sua struttura presenta 45 giudici (nel numero degli Stati contraenti la Convenzione) scelti tra i giureconsulti di più alta competenza divisi in Comitati composti da 3 giudici e una Camera composta da 7 giudici. Una Grande Camera di 17 giudici può essere poi chiamata eccezionalmente a pronunciarsi su richiesta di una Camera, oppure come una sorta di istanza d'appello contro la sentenza di una camera. In questo caso però, un collegio di 5 giudici deciderà preventivamente se l'appello è proponibile.

### La Corte permanente di arbitrato
La Corte permanente di arbitrato è stata istituita nel 1899 mediante la Convenzione dell'Aia, avente lo scopo di promuovere l'uso di metodi pacifici per la risoluzione di controversie.
La CPA ha sede all'Aja, e consta di un Ufficio internazionale di cancelleria, un Consiglio di amministrazione permanente (composto dagli agenti diplomatici dei paesi membri), un elenco di arbitri e un regolamento di procedura (di natura suppletiva, in quanto una diversa procedura può essere stabilita dalle parti).
Così come avviene per la Corte internazionale di giustizia, l'arbitrato ha base consensuale, ossia dovrà esserci un'esplicita manifestazione di volontà di attribuire la competenza di giudicare alla corte.
La CPA ha perso gran parte del suo prestigio in seguito all'istituzione della CIG, tuttavia ha l'importante compito di proporre a quest'ultima la lista dei giudici per la CIG che poi verranno eletti dall'Assemblea Generale e dal Consiglio di Sicurezza dell'ONU. Offre inoltre il suo supporto per la soluzione di arbitrati internazionali.